# Chiesa luterana di Napoli
La chiesa luterana di Napoli è una chiesa protestante della città partenopea; è sita in via Carlo Poerio, 5.

## Storia
La comunità evangelica francese-tedesca di Napoli, che a lungo fu poco tollerata dai Borboni, poté esprimere il proprio culto solo grazie all'ala protettiva della Legazione reale di Prussia; da tempo, sotto questo punto di vista, ai ferri corti con Napoli.
Alla comunità evangelica cittadina fu concesso il terreno per la costruzione di una chiesa solo agli inizi degli anni sessanta del XIX secolo, sotto concessione di Giuseppe Garibaldi. Grazie al vivo sostegno finanziario di molte famiglie benestanti tedesche e svizzere residenti a Napoli, tra le quali la famiglia Aselmeyer, si poté erigere l'edificio di culto, in stile neogotico, che venne inaugurato il 29 maggio del 1865.
Attualmente è l'edificio di culto della Comunità Evangelica Luterana di Napoli, comunità facente parte della Chiesa Evangelica Luterana in Italia.